# Wesley Snipes
Wesley Snipes (Orlando, Florida, 31 de juliol de 1962) és un actor estatunidenc.

## Biografia
Malgrat néixer a Florida, va créixer a Nova York, al barri del Bronx. Des de petit va voler ser actor. Va acudir al High School for the Performing Arts, però ho va deixar al mudar-se amb la seva mare a Orlando. Allí va fundar el grup de teatre Struttin'Street Stuff. Als 80 va tornar a Nova York i va estudiar interpretació a la Universitat de l'Estat de Nova York.
En la mateixa dècada va debutar a Broadway mentre treballava en una companyia de telèfons. L'any 1986 va començar la seva carrera cinematogràfica amb una pel·lícula de la Warner Bros (Wildcats amb Goldie Hawn).
Spike Lee va ser qui el va llançar a la fama, en incloure'l en diverses pel·lícules seves. Spike Lee es va fixar en un videoclip de Michael Jackson, Bad, dirigit per Martin Scorsese en el qual sortia Wesley.
En els anys 1990 es va consagrar com a estrella del cinema d'acció amb diverses pel·lícules. És expert en arts marcials, en concret de shotokan. En aquests moments estava casat amb la pintora d'origen coreà Nakyung "Nikki" Park.
Un jutge nord-americà va sentenciar a l'actor Wesley Snipes el 25 d'abril de 2008 a tres anys de presó, la pena màxima per evasió d'impostos.

## Filmografia
| Any  | Títol                                               | Paper                           | Notes                                                                |
| ---- | --------------------------------------------------- | ------------------------------- | -------------------------------------------------------------------- |
| 1986 | Wildcats                                            | Trumaine                        |                                                                      |
| 1986 | Streets of Gold                                     | Roland Jenkins                  |                                                                      |
| 1988 | Vietnam War Story II                                | Young Soldier                   | Directe en vídeo                                                     |
| 1989 | Major League                                        | "Willie Mays" Hayes             |                                                                      |
| 1990 | Mo' Better Blues                                    | Shadow Handerson                |                                                                      |
| 1990 | King of New York                                    | Thomas Flanigan                 |                                                                      |
| 1991 | New Jack City                                       | Nino Brown                      | Nominat- MTV Movie Award for Best Villain                            |
| 1991 | Jungle Fever                                        | Flipper "Flip" Purify           |                                                                      |
| 1992 | The Waterdance                                      | Raymond Hill                    |                                                                      |
| 1992 | Els blancs no la saben ficar (White Men Can't Jump) | Sidney "Syd" Deane              |                                                                      |
| 1992 | El passatger 57 (Passenger 57)                      | John Cutter                     |                                                                      |
| 1993 | Boiling Point                                       | Jimmy Mercer                    |                                                                      |
| 1993 | Sol naixent (Rising Sun)                            | Tinent Webster "Web" Smith      |                                                                      |
| 1993 | Demolition Man                                      | Simon Phoenix                   |                                                                      |
| 1994 | Sugar Hill                                          | Roemello Skugs                  |                                                                      |
| 1994 | Drop Zone                                           | Pete Nessip                     |                                                                      |
| 1995 | To Wong Foo, Thanks for Everything! Julie Newmar    | Noxeema Jackson                 |                                                                      |
| 1995 | Assalt al tren dels diners (Money Train)            | John                            |                                                                      |
| 1995 | Waiting to Exhale                                   | James Wheeler                   | (no surt als crèdits)                                                |
| 1996 | Fanàtic (The Fan)                                   | Bobby "Bob" Rayburn             |                                                                      |
| 1997 | America's Dream                                     | George Du Vail                  | TV                                                                   |
| 1997 | Assassinat a la Casa Blanca (Murder at 1600)        | Detectiu Harlan Regis           |                                                                      |
| 1997 | One Night Stand                                     | Maximilian "Max" Carlyle        | Copa Volpi per la millor interpretació masculina – Mostra de Venècia |
| 1998 | U.S. Marshals                                       | Mark J. Sheridan/Warren/Roberts |                                                                      |
| 1998 | Blade                                               | Blade                           | També coreògraf i productor                                          |
| 1998 | Futuresport                                         | Obike Fixx                      | TV                                                                   |
| 1998 | Down in the Delta                                   | Will Sinclair                   | També productor executiu                                             |
| 2000 | L'art de la guerra (The Art of War)                 | Neil Shaw                       |                                                                      |
| 2000 | Disappearing Acts                                   | Franklin Swift                  | També productor                                                      |
| 2002 | En el punt de mira (Liberty Stands Still)           | Joe                             |                                                                      |
| 2002 | Blade II                                            | Blade                           | També coreògraf i productor                                          |
| 2002 | ZigZag                                              | David "Dave" Fletcher           |                                                                      |
| 2002 | Invicte (Undisputed)                                | Monroe "Undisputed" Hutchens    | També productor                                                      |
| 2004 | Lladres de ments (Unstoppable)                      | Dean Cage                       | Directe en DVD                                                       |
| 2004 | Blade: Trinity                                      | Blade                           | També productor                                                      |
| 2005 | 7 Seconds                                           | Jack Tulliver                   | Directe en DVD                                                       |
| 2005 | The Marksman                                        | Painter                         | Direct-to-DVD                                                        |
| 2006 | Hard Luck                                           | Lucky                           | Directe en DVD                                                       |
| 2006 | Chaos                                               | Jason York/Scott Curtis/Lorenz  |                                                                      |
| 2006 | The Detonator                                       | Sonni Griffith                  | Directe en DVD                                                       |
| 2007 | The Contractor                                      | James Dial                      | Directe en DVD                                                       |
| 2008 | The Art of War II: Betrayal                         | Neil Shaw                       | Directe en DVD                                                       |
| 2010 | Brooklyn's Finest                                   | Casanova "Caz" Phillips         | Black Reel Award for Best Supporting Actor                           |
| 2010 | Game of Death                                       | Agent Marcus                    |                                                                      |
| 2010 | Gallowwalker                                        | Aman                            |                                                                      |